# Crateromys paulus
O rato-nuvem-corredor-da-ilha-Ilin (Crateromys paulus) é um espécie possivelmente extinta de rato-nuvem (cloud rat) da ilha Ilin nas Filipinas. A espécie é conhecida por apenas um exemplar coletado em 4 de abril de 1953, de posse do Museu Nacional de História Natural nos Estados Unidos. A destruição praticamente completa das florestas da ilha é a causa mais aceita da possível extinção desta espécie.